# 阿克薩戰士
阿克薩戰士（阿拉伯语：‎，Jund al-Aqsa）是叙利亚内战中的一個反政府武裝組織，奉行薩拉菲聖戰主義。阿克薩戰士最初是恐怖組織努斯拉陣線的一個下屬單位，後來一度脫離，2016年10月重歸由努斯拉陣線改名的征服沙姆陣線。

## 歷史
2014年初，阿克薩戰士的成員大多數是非敘利亞籍的阿拉伯人戰士。到2014年底，阿克薩戰士已變成由敘利亞人佔多數，部分原因是一些人從其它反政府武裝團體脫離，轉投阿克薩戰士。
2014年2月，阿克薩戰士攻佔瑪恩村，屠殺了超過21名阿拉維派平民。
2015年10月23日，阿克薩戰士脫離征服軍，原因是不想與伊斯兰国對敵，不過阿克薩戰士仍然效忠基地组织。2016年2月17日，超過400名阿克薩戰士的成員與高層人員轉投努斯拉陣線。
2016年9月20日，美國國務院宣佈把阿克薩戰士列為恐怖組織。
2016年10月，阿克薩戰士與自由沙姆人伊斯蘭運動在伊德利卜省境內的衝突加劇，在數個城鎮和村莊發生了其中一方驅趕另一方的事件。在上述衝突期間，據報有800名武裝分子轉投阿克薩戰士，使得該組織的成員人數增至1,600人。同月阿克薩戰士宣稱效忠征服沙姆陣線。
2017年1月20日，盤據伊德利卜省的不同反對派團體再度爆發武裝衝突。1月23日，征服沙姆陣線宣佈從其隊伍中驅逐親伊斯兰国的阿克薩戰士。2月7日，阿克薩戰士改名「阿克薩旅」。2月13日，阿克薩旅與由征服沙姆陣線及其它反對派團體組成的「沙姆解放組織」在哈馬省北部及伊德利卜省南部爆發衝突。沙姆解放組織向阿克薩旅宣戰，並包圍在Khan Shaykhun鎮和Murak鎮的阿克薩旅武裝分子。沙姆解放組織和突厥斯坦伊斯兰党其後同意讓阿克薩旅撤出敘利亞西北部，最後一批阿克薩旅成員在2月22日離開Khan Shaykhun，穿過敘政府軍控制區前往拉卡省加入伊斯兰国。沙姆解放組織隨後宣佈阿克薩旅已經不再存在。

## 被認定為恐怖組織
| 國家         | 注解      |
| ------------ | --------- |
| 英国         | [ 21 ]    |
| 美国         | 2016年9月 |
| 沙烏地阿拉伯 | [ 23 ]    |